# Torneio das Quatro Nações de Basquetebol Masculino 2015
O Torneio das Quatro Nações de Basquete Masculino 2015, foi um torneio amistoso, que aconteceu nos dias 14 e 15 de Agosto de 2015 na cidade de Buenos Aires, e que foi preparatório para a Copa América de Basquetebol Masculino de 2015.

## Equipes Participantes
- Argentina
- Brasil
- México
- Venezuela

## Semi-finais

### Brasil x México
| 14 de Agosto de 2015 19:00 | BRA | 72 - 59 | MEX | Estádio Tecnópolis, no Parque do Bicentenário, Buenos Aires |
| 14 de Agosto de 2015 19:00 |     |         |     | Estádio Tecnópolis, no Parque do Bicentenário, Buenos Aires |

### Argentina x Venezuela
| 14 de Agosto de 2015 21:30 | ARG | 81 - 53 | VEN | Estádio Tecnópolis, no Parque do Bicentenário, Buenos Aires |
| 14 de Agosto de 2015 21:30 |     |         |     | Estádio Tecnópolis, no Parque do Bicentenário, Buenos Aires |

## Disputa do 3º lugar

### México x Venezuela
| 15 de Agosto de 2015 19:00 | MEX | 87 - 51 | VEN | Estádio Tecnópolis, no Parque do Bicentenário, Buenos Aires |
| 15 de Agosto de 2015 19:00 |     |         |     | Estádio Tecnópolis, no Parque do Bicentenário, Buenos Aires |

## Final

### Argentina x Brasil
| 15 de Agosto de 2015 21:30h | ARG | 82 - 67 | BRA | Estádio Tecnópolis, no Parque do Bicentenário, Buenos Aires |
| 15 de Agosto de 2015 21:30h |     |         |     | Estádio Tecnópolis, no Parque do Bicentenário, Buenos Aires |

## Classificação final
| Pos. | Equipe    | Campanha (V–D) |
| ---- | --------- | -------------- |
| 1    | Argentina | 2–0            |
| 2    | Brasil    | 1–1            |
| 3    | México    | 1–1            |
| 4    | Venezuela | 0–2            |

## Campeão
| Torneio das Quatro Nações de Basquete Masculino |
| ----------------------------------------------- |
| Argentina Campeã                                |

## Ver Também
- Super Desafio BRA Adulto Masculino de Basquete
- Torneio das Três Nações de Basquete Masculino
- Torneio Internacional de Basquete Masculino de Ljubljana
- Super Desafio BRA de Basquete